# Kryst the Conqueror
I Kryst the Conqueror sono stati un progetto metal statunitense formato nell'agosto 1987 da due componenti del gruppo horror punk Misfits.

## Storia dei Kryst the Conqueror
Il progetto è stato guidato dal bassista Jerry Only, che adottò un nuovo soprannome, "Mo The Great" (o alternativamente, "Mocavious Kryst"), e suo fratello minore, il chitarrista Doyle. Il gruppo fondeva tematiche fantasy e fantascientifiche con messaggi religiosi. Il gruppo si occupò anche di un progetto di un negozio di chitarre, poiché Only e Doyle facevano miglioramenti e rifinivano ai propri strumenti durante l'intero periodo di attività della formazione, nel tentativo di realizzare il basso e la chitarra definitivi.

## Componenti
- Jerry Only (come Mo The Great aka Mocavious Kryst) – basso
- Doyle – chitarre
- The Murp – batteria (1987 – 1992)
- Dr. Chud – batteria (1992-1995)

### Altri musicisti
- Jeff Scott Soto - voce (solo in registrazione)
- Dave "The Snake" Sabo - assolo di chitarra in una canzone

## Discografia
- Deliver Us From Evil EP (1989)
- Deliver Us From Evil (inedito)